# Lexington Battle Green
Als Lexington Battle Green (auch Lexington Green bzw. Lexington Common) wird ein rund 1 ha großes Gebiet bezeichnet, wo 1775 die Eröffnung der Gefechte von Lexington und Concord stattfand. Das Grundstück befindet sich in Lexington im Bundesstaat Massachusetts der Vereinigten Staaten und wurde als National Historic Landmark in das National Register of Historic Places aufgenommen. Es ist heute ein öffentlicher Park.

## Beschreibung
Die dreieckige Grünfläche befindet sich nordwestlich des Stadtzentrums und wird von den Straßen Massachusetts Avenue, Harrington Road und Bedford Street begrenzt. Das Grundstück wurde in zwei Abschnitten von der Stadt 1711 bzw. 1722 erworben, um es als Allmende und als Trainingsgelände der örtlichen Miliz zu verwenden. Heute markiert es die Stelle des kurzen Gefechts zwischen Milizen und britischen Truppen am 19. April 1775, das den Beginn des Amerikanischen Unabhängigkeitskriegs markiert.
Auf der Grünfläche befinden sich vier daran erinnernde Denkmale:
- Eine von Henry Hudson Kitson im Jahr 1900 geschaffene Statue Lexington Minute Man.
- Eine 1910 von den Daughters of the American Revolution gestiftete Bronzetafel, die den Ort markiert, wo von 1768 bis 1797 ein Belfried stand.
- Ein Grabdenkmal, das 1799 eingerichtet wurde und damit das älteste Denkmal an den Amerikanischen Unabhängigkeitskrieg ist. An dieser Stelle sind sieben der acht im Gefecht gefallenen Minutemen begraben. Zugleich befand sich hier das westliche Ende der Frontlinie.
- Ein Findling, der das östliche Ende der damaligen Frontlinie markiert. Er enthält eine Inschrift mit dem Wortlaut des Befehls von Captain Parker.

Das Lexington Battle Green stellt gemeinsam mit der Buckman Tavern den Kern des Battle Green Historic District dar, der vom Massachusetts General Court 1956 eingerichtet wurde.

## Historische Bedeutung
Das Lexington Battle Green erlangte am 19. April 1775 nationale Bedeutung für die Vereinigten Staaten. Zwischen Mitternacht und 1 Uhr morgens erreichte Paul Revere die Stadt mit der Nachricht, dass sich britische Truppen von Boston aus nach Concord aufgemacht hatten, um dort militärische Vorräte zu beschlagnahmen. Daraufhin wurden die örtlichen Glocken geläutet, und gegen 4:30 Uhr standen 75 Milizionäre unter dem Kommando von Captain John Parker auf dem Grünstreifen bereit.
Kurz vor Sonnenaufgang nahmen sie Aufstellung entlang einer Linie auf dem Lexington Green und warteten auf die von Major John Pitcairn angeführten Briten. Nachdem er die Miliz zur Aufgabe aufgefordert hatte, befahl Pitcairn seinen Männern, die Gegner zu entwaffnen. Bei dem Versuch der Umsetzung wurde eine Muskete abgefeuert, was sich zu einem kleineren Feuergefecht ausweitete. Bevor Pitcairn die Kontrolle über seine Männer wiedererlangte, waren acht amerikanische Männer tot und zehn verwundet. Dies markiert den Beginn des Unabhängigkeitskriegs.